# Selemon Barega
Selemon Barega   (Etiòpia, 20 de gener de 2000) és un atleta etíop especialitzat en les proves de fons. Ha participat en 2 Olimpíades, guanyant la medalla d'or en la prova dels 10.000m dels Jocs Olímpics de Tòquio 2020. A més ha guanyat 2 medalles en els Campionats del Món.
Barega ostenta en l'actualitat, el rècord mundial sub-20 dels 5.000m, amb una marca de 12:43.02 minuts, aconseguit el 31 d'agost de 2018 en la reunió de la Diamond League a Brussel·les.

## Marques personals
| Disciplina    | Marca          | Seu         | Data                 |
| ------------- | -------------- | ----------- | -------------------- |
| 5.000 metres  | 12:43.02 WU20R | Brussel·les | 31 d'agost de 2018   |
| 10.000 metres | 26:34.93       | Nerja       | 14 de juny de 2024   |
| Marató        | 2:05.15        | Sevilla     | 23 de febrer de 2025 |

## Trajectòria professional
| Jocs Olímpics     | Jocs Olímpics | Jocs Olímpics | Jocs Olímpics |
| Any               | Seu           | Posició       | Prova         |
| ----------------- | ------------- | ------------- | ------------- |
| 2020              | Tòquio        | 1             | 10.000m       |
| 2024              | París         | 7a posició    | 10.000m       |
| Campionat del Món |               |               |               |
| 2017              | Londres       | 5a posició    | 5.000m        |
| 2019              | Doha          | 2             | 5.000m        |
| 2022              | Eugene        | 12a posició   | 5.000m        |
| 2022              | Eugene        | 5a posició    | 10.000m       |
| 2023              | Budapest      | 3             | 10.000m       |